# Khaled bin Muhammad Al Nahyan

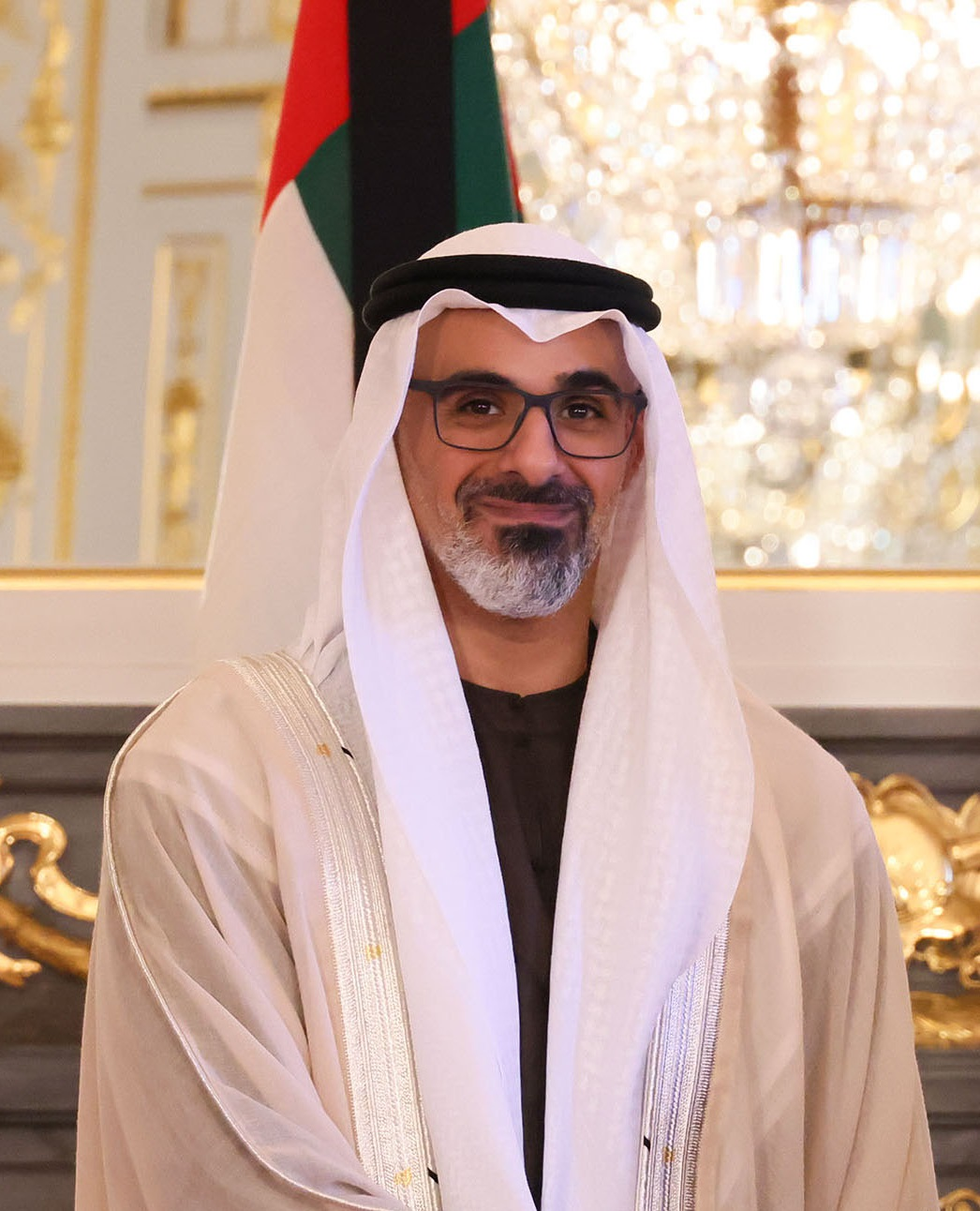
Khaled bin Muhammad Al Nahyan im Jahr 2022

Scheich Khaled bin Muhammad bin Zayid Al Nahyan (arabisch خالد بن محمد بن زايد آل نهيان, DMG Ḫālid b. Muḥammad b. Zāyid Āl Nahyān; geboren am 8. Januar 1982) ist seit März 2023 Kronprinz von Abu Dhabi. Er ist der älteste Sohn von Muhammad bin Zayid Al Nahyan, dem Präsidenten der Vereinigten Arabischen Emirate.

## Leben

### Politische Karriere und Regierungsführung
Am 15. Februar 2016 wurde er zum Leiter der nationalen Sicherheit ernannt. Am 16. Januar 2017 wurde er zum stellvertretenden nationalen Sicherheitsberater ernannt.
Am 16. Mai 2023 erließ Khaled einen Beschluss, mit dem Noura Khamis Al Ghaithi zur Staatssekretärin des Gesundheitsministeriums in Abu Dhabi ernannt wurde.
Am selben Tag erließ er einen weiteren Beschluss zur Umstrukturierung des Verwaltungsrats der Emirates Foundation und ernannte seinen Bruder Theyab bin Muhammad Al Nahyan zum Vorsitzenden.
Khaled erließ am 26. Mai 2023 einen Beschluss, in dem er Abdulhamid Muhammad Saeed zum Vorsitzenden der Behörde für Awqaf und Minderjährige ernannte.
Am 29. März 2023 wurde Khaled zum Vorsitzenden des Exekutivrats von Abu Dhabi ernannt. Zuvor war Khaled Mitglied des Exekutivrats von Abu Dhabi und Vorsitzender des Exekutivbüros von Abu Dhabi.

### Diplomatie
Khaled nahm im Namen seines Vaters, des Präsidenten der VAE, an der Hochzeit des Kronprinzen von Jordanien, Al Hussein bin Abdullah II, und der saudischen Staatsbürgerin Rajwa Khaled Al Saif am 1. Juni 2023 in Amman teil.

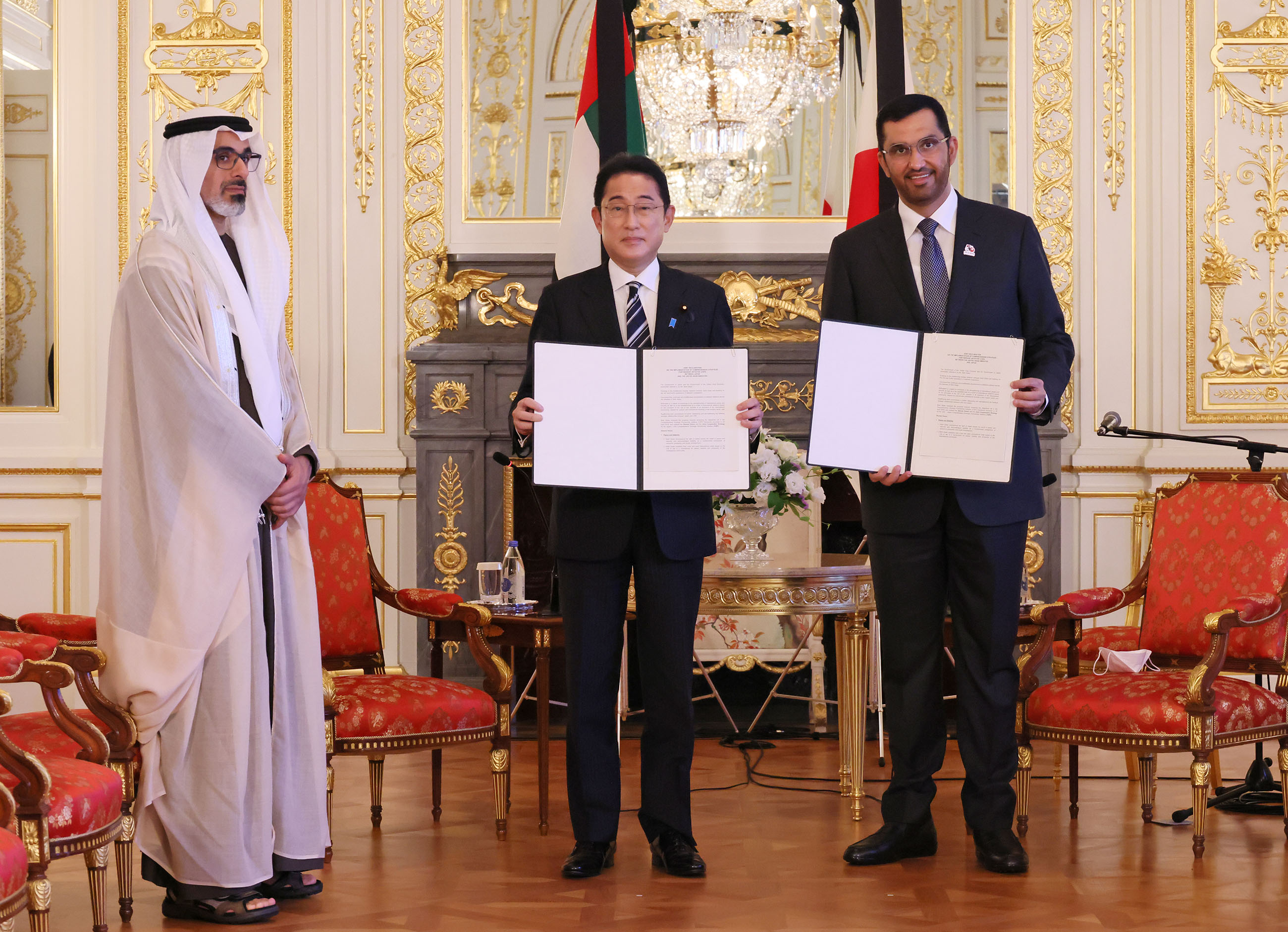
Khaled bin Muhammad Al Nahyan (links) bei einem Treffen mit dem japanischen Premierminister Fumio Kishida (Mitte) im September 2022.

Im Mai 2023 reiste Khaled zu einem offiziellen Staatsbesuch nach Malaysia, um die bilateralen Beziehungen zu verbessern und Möglichkeiten der Zusammenarbeit zwischen den beiden Ländern zu erörtern.
Im Mai 2023 leitete er einen offiziellen Staatsbesuch in Malaysia, bei dem er mit Premierminister Anwar Ibrahim und König Al-Sultan Abdullah zusammentraf und in Anerkennung seiner Arbeit zur Stärkung der Beziehungen zwischen den VAE und Malaysia mit einem Orden ausgezeichnet wurde.

### Mitgliedschaften im Verwaltungsrat
Khaled ist Mitglied des Obersten Rates für Finanz- und Wirtschaftsangelegenheiten von Abu Dhabi, Mitglied des Verwaltungsrats der Abu Dhabi National Oil Company (ADNOC) und Mitglied des Verwaltungsrats der Abu Dhabi Investment Authority (ADIA).
Er ist Vorsitzender mehrerer Gremien, darunter des Emirates Genomics Council, des Exekutivausschusses des Verwaltungsrats von ADNOC und des Advanced Technology Research Council (ATRC).

### Investitionen
Im März 2019 rief Khaled Hub71 ins Leben, ein Technologie-Ökosystem, das bisher mehr als 200 Start-ups unterstützt, 4,5 Milliarden AED an Finanzmitteln aufgebracht und mehr als 900 Arbeitsplätze geschaffen hat.
Khaled ist Vorsitzender des Emirates Genome Council, der im März 2023 die Nationale Genomstrategie ins Leben gerufen hat, ein landesweites Genomforschungsprogramm, das die genetische Ausstattung der Emirate untersuchen wird, um eine personalisierte, präventive Gesundheitsversorgung zu ermöglichen.
Khaled ist Schirmherr der Masdar-Initiative „Jugend für Nachhaltigkeit“ (Youth 4 Sustainability).
Im Oktober 2021 rief Khaled eine Partnerschaft für saubere Energie zwischen ADNOC und der Emirates Water and Electricity Company (EWEC) ins Leben, die seit Januar 2022 bis zu 100 % des ADNOC-Stroms aus Kern- und Solarenergiequellen liefert.
Im Februar 2022 rief Khaled nach einem Treffen mit dem britischen Prinzen William im Jubail Mangrove Park in Abu Dhabi die Abu Dhabi Mangrove Initiative ins Leben, um Abu Dhabi als globales Zentrum für Forschung und Innovation im Bereich Mangrovenschutz und Resilienz zu etablieren. Im Oktober 2021 eröffnete Khaled die Codierschule 42 Abu Dhabi, den ersten Campus in der Golfregion des internationalen 42 Netzwerk von Codierschulen. Im August 2022 leitete er die Einführung des Graduate Competency Framework, eines neuen Bildungskonzepts, das Schülern in Schulen in Abu Dhabi Fähigkeiten wie Unternehmertum, digitale Kompetenz und Finanzwissen vermitteln soll. Im darauffolgenden Monat, im September 2022, gab Khaled den Startschuss für das 1,9 Mrd. AED teure RizeUp-Stipendienprogramm, das bis 2028 6.000 emiratischen Studenten Studienmöglichkeiten in den USA und Kanada bieten soll.
Khaled nahm an der Abschlussfeier des 10. Jahrgangs des Nationalen Verteidigungskurses teil, die am 8. Juni 2023 in Qasr Al Watan in Abu Dhabi stattfand.

### Kunst und Kultur
Im März 2022 gab Khaled den Startschuss für das Projekt Naturhistorisches Museum Abu Dhabi, ein neues Museum und wissenschaftliches Forschungszentrum, das das größte seiner Art in der Region werden soll.
Khaled ist Schirmherr der Abu Dhabi Art, einer Kunstmesse, die jährlich in Manarat Al Saadiyat stattfindet und Galerien und Künstler aus aller Welt einlädt.
Er ist auch Schirmherr des Arabic-Language-Gipfels, der jährlich in Abu Dhabi Akademiker, Schriftsteller und Experten versammelt, um über arabische Sprache, Kultur und Identität zu diskutieren.

### Pandora-Papers
Aus den Pandora Papers geht hervor, dass Khaled als Geschäftspartner an einem Offshore-Deal mit dem Milliardär Ong Beng Seng aus Singapur und dem Milliardär Ali Saeed Juma Albwardy aus den VAE beteiligt war.
Khaled wurde Alleingesellschafter der Desroches Island Ltd. in Abu Dhabi. Dieses Unternehmen ist Anteilseigner eines BVI-Unternehmens mit nahezu identischem Namen, Desroches Island Holdings Ltd., zusammen mit Ong und einem Unternehmen im Besitz von Albwardy. In einer von WikiLeaks veröffentlichten diplomatischen Depesche behauptete ein ehemaliger US-Botschafter in Tansania im Jahr 2006, Albwardy habe den Präsidenten Tansanias bestochen, als er mit der Regierung über den Ausbau einer Hotelkette in Tansania verhandelte. Der frühere Botschafter Michael Retzer sagte, Albwardy habe der politischen Partei des damaligen Präsidenten Jakaya Kikwete eine Million Dollar gespendet und ihm Designeranzüge gekauft. Albwardy und Kikwete bestritten die Vorwürfe.

### Vorwurf der Tierquälerei
Am 20. Mai 2023 weihte Khaled den Themenpark SeaWorld Yas Island ein, der am 22. Mai offiziell seine Pforten für die Öffentlichkeit öffnete. Die Tierschutzorganisation World Animal Protection kritisiert diesen aufgrund von Delfinvorführungen und bezeichnet diese als Tierquälerei.

## Familie
Die Mutter von Khaled ist Sheikha Salama bint Hamdan Al Nahyan. Seine Frau ist Sheikha Fatima bint Suroor Al Nahyan. Sie haben zwei Töchter und zwei Söhne. Sein Bruder ist Theyab bin Mohamed bin Zayed Al Nahyan, Mitglied des Exekutivrats und Vorsitzender des Kronprinzengerichts, der Early Childhood Authority, der Abu Dhabi Transport Company und von Etihad Rail.